# La Cajola
La Cajola és una masia situada al poble de Lladurs, al municipi del mateix nom, al Solsonès. Es té constància de la seva presència des del segle xvii. És una masia d'estil tradicional, amb parets de pedra; es troba envoltada de bosc i en posició elevada, gaudint de bones vistes cap a est. Està situada a 826 metres d'altitud.